# Åskbollen (roman)
Åskbollen, (eng. titel Thunderball) den nionde i en serie romaner om agenten James Bond, skrivna av Ian Fleming. Boken kom ut på engelska första gången 1961. Den filmades som Åskbollen med Sean Connery 1965, och som Never Say Never Again 1983, också då med Connery i huvudrollen. Terroristorganisationen S.P.E.C.T.R.E. introduceras i boken. Handlingen utspelas i England och Bahamas.

## Handling
Bonds chef M tar del av Bonds senaste hälsorapport där en läkare rekommenderar två-tre veckors total abstinens för Agent 007 på grund av omåttligt bruk av nikotin och alkohol (60 cigaretter och en halv flaska sextio-sjuttio-procentig sprit om dagen). M skickar därför Bond till kuranstalten Shrublands.
När Bond kommer tillbaka från Shrublands har han aldrig mått bättre och är laddad med energi. Han har dragit ner på rökningen, lagt om diet helt och är redo för nästa uppdrag. Då får MI6 ett meddelande från den nya terroristorganisationen S.P.E.C.T.R.E. om att de, genom att muta piloten, har kapat ett NATO-plan innehållande två atombomber. SPECTRE hotar att med bomberna utplåna en hel storstad om inte en miljard pund i guldtackor utbetalas till organisationen. Kravet är riktat mot Storbritannien och USA.
Piloten, NATO-spanaren Giuseppe Petacchi, tar ner planet på havet utanför en Bahamas-ö och dödas av SPECTRE direkt efter slutfört uppdrag. Planet göms på havsbotten och de två atombomberna förs till båten Disco Volante som ägs av SPECTRE-mannen Emilio Largo.
James Bond skickas till Bahamas för att utreda saken. Han får hjälp av sin vän Felix Leiter som skickats dit av CIA. Bond träffar Emilio Largos älskarinna Dominetta "Domino" Vitali, som är syster till NATO-spanaren. När hon får reda på att brodern dödats, vänder hon sig mot Largo och hjälper Bond.
Bond och Leiter meddelar sina fynd till högkvarteret för Operation Åskbollen och får stöd av besättningen på amerikanska atomubåten Manta med att skugga Disco Volante och ta atombomberna när de fraktas från gömstället. Men SPECTRE har en hel styrka med grodmän som bevakar transporten och ett vilt undervattenskrig utbryter.
Affären kallas Operation Omega av SPECTRE. Britternas och amerikanernas motattack går under namnet Operation Åskbollen efter det tekniska namnet på den övre delen av de svampmoln som följer en atombombsexplosion.

## Karaktärer (i urval)
- James Bond, agent 007
- M, Bonds chef
- Miss Moneypenny, M:s sekreterare
- Mr Joshua Wain, naturläkare som sköter stället Shrublands
- Patricia Fearing, osteopat på Shrublands
- Greve Lippe, patient på Shrublands
- Giuseppe Petacchi, NATO-spanare
- Ernst Stavro Blofeld, SPECTRE:s ledare
- Emilio Largo, överbefälhavare för Operation Omega
- Dominetta "Domino" Vitali, älskarinna till Largo och syster till Petacchi
- Felix Leiter, agent för CIA
- Kommendörkapten Pedersen, befälhavare på amerikanska atomubåten Manta

## Kuriosa
- Åskbollen var egentligen tänkt att bli den första Bond-filmen, men på grund av juridiska problem (se nedan) ändrades valet till Döden på Jamaica som blev Agent 007 med rätt att döda 1962.
- Den här romanen är det första kapitlet i det som kallas Blofeld-trilogin: Åskbollen, I Hennes Majestäts hemliga tjänst, och Man lever bara två gånger. Men Åskbollen innehåller på en och samma gång det första och det sista framträdandet av organisationen S.P.E.C.T.R.E. i full kraft. Efter Åskbollen försöker organisationen att återbildas, men hindras av 007. I boken förekommer dessutom Bonds största fiende, Ernst Stavro Blofeld, även om han aldrig träffar Bond här. I James Bond-filmerna träffar Bond på S.P.E.C.T.R.E. redan i Agent 007 med rätt att döda. I John Gardners böcker om Bond förekommer SPECTRE igen i Specialuppdrag för 007.
- Felix Leiter, som förlorade en arm och ett ben i boken Leva och låta dö, och blev detektiv för Pinkertons detektivbyrå, har återgått till att jobba för CIA här.

## Kontroversen kring romanen

### Från filmmanus till bok
Åskbollen var från början tänkt som den första filmen i en hel serie av produktionsbolaget Xanadu Productions, som bestod av Ian Fleming, Ernest Cuneo, Ivar Bryce och Kevin McClory. Bakgrunden är fortfarande kontroversiell, men förstaversionen av Åskbollen skrevs av Cuneo och skickades till McClory, för ett av McClorys projekt att filma undervattensscener med särskilda kameror.
Idén skrevs om flera gånger, men vissa element finns kvar i Flemings roman. Ryssarna var skurkar, men ändrades snart till S.P.E.C.T.R.E. - som beroende på vem man frågar skapades av McClory (enligt Raymond Benson), eller Fleming (enligt John Cork som skrivit flera officiella biografier). Resten av projektet var ett tvåårigt samarbete mellan Fleming, McClory och Jack Wittingham för ett filmmanus. Under tiden gick Xanadu i konkurs och Ernest Cuneo sålde sina rättigheter till Åskbollen till Ivar Bryce för en dollar.
Tanken var att manuset skulle produceras av Kevin McClory, men när McClorys senaste film The Boy and the Bridge blev en flopp fick han svårt att finansiera nästa inspelning. I John Pearsons biografi över Fleming står att Fleming tänkte skicka manuset till MCA med rekommendationen av McClory skulle få producera. Men några månader senare mötte Fleming Harry Saltzman och senare Albert R. Broccoli och sålde rättigheterna till de andra Bond-böckerna, både tidigare och kommande, bortsett från Casino Royale som redan hade sålts.

### Rättsfallet
Försäljningen till Saltzman och Broccoli ledde till att uppgörelsen mellan Fleming och McClory kollapsade. Fleming tog då idén och manuset och gjorde om den till en roman. Från början stod Fleming som ensam författare, även om Ernest Cuneo fick en tillägnan, men McClory som fick ett förhandsexemplar och lämnade tillsammans med Wittingham in en stämning mot Fleming, 1961. Domstolen beslutade att förhandlingarna inte skulle påverka utgivningen, eftersom en last böcker redan hade skeppats ut till bokhandlarna. Däremot förhindrade stämningen att Åskbollen blev den första James Bond-filmen, trots att manusförfattaren Richard Maibaum, som skulle skriva på sammanlagt tretton Bondfilmer, gjort ett manus på boken.
1963 avgjorde Fleming och McClory saken utanför domstolen, på inrådan av Ivar Bryce, med tanke på Flemings vacklande hälsa. Fleming hade då redan fått en hjärtattack, och skulle dö ett år senare i en andra hjärtattack. Uppgörelsen tvingade framtida versioner av boken att ha tillägget "baserat på ett filmtreatment av Kevin McClory, Jack Wittingham och Ian Fleming" under Flemings titel som huvudförfattare. (Wittingham hade sålt sina rättigheter till Åskbollen till McClory, på grund av finansiella svårigheter.)
Dessutom fick McClory rätten att göra film på boken, alla rättigheter till S.P.E.C.T.R.E., figuren Blofeld, och nio ytterligare treatment och synopsis. 1997 meddelade McClory att det inkluderade alla rättigheter till filmer där intrigen rörde sig kring kapningar av atombomber.
Se vidare kommentarerna under filmen Åskbollen.

## Serieversion
Mellan december 1961 och februari 1962 gavs Åskbollen ut som tecknad serie i tidningen Daily Express. Den avslutades dock abrupt med en kort resumé av slutet. Nästa Fleming-adaptation skulle dröja till 1964. Romanen adapterades av Henry Gammidge och ritades av John McLusky. Serien har senare återpublicerats i såväl album som den svenska tidningen James Bond Agent 007.